# Casa Arderiu (Manresa)
La Casa Arderiu és un edifici del municipi de Manresa (Bages) protegit com a bé cultural d'interès local.

## Descripció
Edifici d'habitatges entre mitgeres fent cantonada, amb façana a dos carrers. Format per planta baixa i quatre pisos, amb un cos principal en cantonada amb tribuna a nivell de primer i segon pis arrodonida, i remat amb un templet rodó cobert amb cúpula esfèrica de pissarra. En aquest cos de cantonada s'articulen dues ales laterals.
Les obertures de les ales laterals estan ordenades segons eixos verticals, amb balcons de ferro i arcs rebaixats en totes elles. Cornisa de pedra suportada per permòdols i coberta amb mansardes.
Conjunt de caràcter monumental, neoclàssic, amb clares influències de l'arquitectura residencial francesa.

## Història
Inici de la construcció vers el 1910.